# Бенжамен Констан
Бенжамен Констан (на френски: Benjamin Constant) е швейцарски мислител, писател и политик.

## Биография
Констан е роден в Лозана в семейство с хугенотски произход. Той учи при частни учители и в университетите в Ерланген и Единбург. През живота си той прекарва дълги години във Франция, Швейцария, Германия и Великобритания. Той е близък приятел с мадам дьо Стал и интелектуалното им сътрудничество ги превръща в едни от най-влиятелните личности на тяхното време. Той е активен във френската политика като публицист и политик през втората половина на Френската революция и в периода от 1815 до 1830 година. През част от последния период той е депутат във френското Национално събрание. Констан е сред най-изявените оратори и водач на либералната опозиция, известна като независимите.

## Идеи
Класически либерален автор, Бенжамен Констан се застъпва за индивидуална свобода, ограничения на властта на правителството над личността и увеличаване на избирателните права. Той става известен със своята теория за модерна свобода. Според нея модерното обществено устройство, най-вече нарастването на комерсиалните обществени отношения, прави исторически необходими индивидуалната свобода и политическото участие. Той противопоставя модерната свобода на древната свобода на Древна Гърция и Рим, които дават на гражданите си голямо участие в обществените дела, но на цената на тяхната индивидуална свобода. Констан критикува военните амбиции на Наполеон като нелиберални и неподходящи за модерното обществено устройство.
Въпреки това, Бенжамен Констан не е привърженик на радикалния либерализъм. Религиозните му текстове призовават към религиозно чувство, което да окуражава моралния дълг и себеотрицанието. Така, докато пледира за индивидуална свобода, като жизненоважна за индивидуалното нравствено развитие и пригодена към модерността, той не приема егоизма като част от истинската дефиниция на индивидуалната свобода. Неговите етични и религиозни възгледи са силно повлияни от немските мислители, най-вече Имануел Кант.
Бенжамен Констан лансира идеята за „балансираща неутрална власт“ – pouvoir moderateur neutre. Касае се за функцията на държавния глава по балансиране на политическите процеси. За да изпълнява тази функция, държавният глава не следва да има много силна власт, за да не се стигне до деспотизъм; но от друга страна, позицията на държавния глава не бива и да е слаба, за да може той да осъществява очаквания от него баланс. В правната теория това положение е известно като „активен арбитраж“ у държавния глава, оприличаван на „четвърта власт“. В по-ново време виждането на Б. Констан има развитие и институционализация в Конституцията на Франция (1958), която с изменения действа и сега.